# Lignotúber

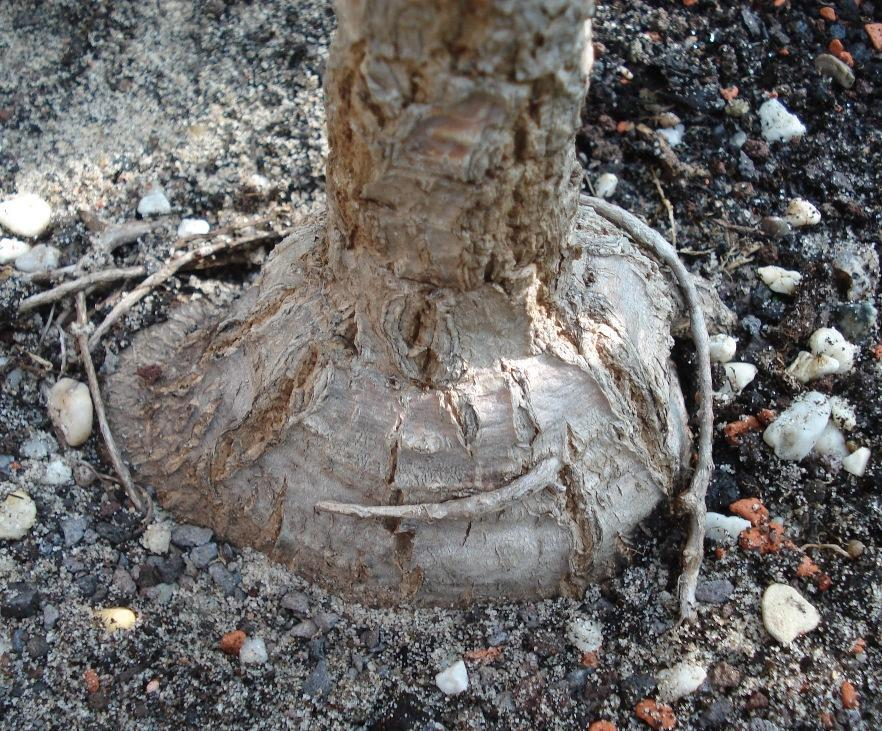
Lignotúber de Cussonia paniculata parcialmente visible sobre el suelo.

Un lignotúber o lignotubérculo es un engrosamiento leñoso del cuello de la raíz que poseen algunas plantas como protección contra la destrucción del tallo, en caso de incendios, por ejemplo. El cuello contiene yemas de las cuales pueden brotar tallos nuevos, así como almacenar almidón como provisión de nutrientes para apoyar un período de crecimiento en ausencia de fotosíntesis.
Entre las especies que poseen lignotúberes están Eucalyptus marginata y Eucalyptus cambageana, la mayoría de los mallees, y muchas especies de Banksia.
En las plántulas de algunas especies de robles se desarrollan de los cotiledones, como en Quercus suber. Sin embargo, no aparecen en varias otras, ni en la corteza de los árboles maduros.